# Christopher Guinness
Christopher Guinness  (nascut el 22 de novembre de 1981) és un animador i director d'art de Trinitat i Tobago. Graduat al Sheridan College a Ontario, Canadà, és un guanyador de diversos premis al circuit de publicitat i animació del Carib.

## Carrera
Guinness ha treballat a dues agències: McCann Erickson i Lonsdale Saatchi and Saatchi.
A McCann Erickson va obtenir el títol d'artista gràfic, guanyant l'any 2006 el premi Animae Caribe d'animació comercial amb més èxit pel seu treball a l'anunci de televisió bmobile Passion Anime (Copa del Món de la FIFA 2006). Més tard guanyaria als ADDY Awards de l'AAF l'Or Nacional dels EUA en la categoria categoria de "Vídeo d'animació o efectes especials", convertint-lo en el primer i únic nacional del Carib en arribar a la fase final dels premis ADDY.
Després de deixar McCann Erickson el 2007, Guinness va ocupar el càrrec de director d'art a Lonsdale Saatchi and Saatchi. El seu treball a la campanya "it matters" va guanyar el compte publicitari nord-americà/caribeny de Western Union l'octubre de 2007. La campanya "it matters" va guanyar sis premis el 2008 als 9è premis de publicitat de l'AAATT, inclòs el "Millor campanya integrada de l'any". Lonsdale Saatchi and Saatchi també van guanyar 33 premis aquella nit. El 2009 Guinness va guanyar 18 premis als CAF ADDY Awards, incloent millor espectacle general pel conjunt del treball de Western Union, millor espectacle imprès per "it matters", anunci de suport i millor xou televisiu pel comercial de televisió Blink Olympic.
L'any 2010, el treball de Guinness a Volvo li va fer guanyar el seu segon premi nacional ADDY AAF dels EUA en la categoria de "Presentació de vendes en vídeo". Animal Instinct, un anunci per la Copa Mundial FIFA 2010 li va valer el premi Animae Caribe 2010 al millor ús d'animació als mitjans, juntament amb tres CAF Gold ADDYs, l'elecció dels jutges d'Addys de la CAF 2011 per a l'excel·lència creativa, tres 4AAF ADDY d'Or, el Premi Charlie 4AAF de 2011 4AAF a l'autopromoció, el 7è Premi TIAF a la millor animació publicitària i l'ADDY de plata als Premis ADDY AAF US National. El seu curtmetratge Pothound per al TTSPCA fou nominada al Premi Vimeo de 2012. i va guanyar el premi al millor curtmetratge de la XIX Mostra de Cinema Llatinoamericà de Catalunya El va seguir Captain T&T que es va convertir en la primera pel·lícula del Carib que es va projectar al Convenció Internacional de Còmics de San Diego.
Guinness posseeix i opera una agència de disseny, cinema i animació i ha estat president de la Federació de Publicitat del Carib. Ha guanyat més de 90 premis a nivell local, regional i internacional.